# 九一一袭击事先知情论
各种阴谋论声称，某些机构或个人对2001年美国发生的九一一袭击事件有所预知。一些主要争论包括小布什政府或美国军队是否知悉所策划的这种攻击方式，美国情报体系掌握的关于基地组织在美国境内活动情报的准确数量，对联合航空和美国航空的看跌期权及其它交易是否能够代表预知性，以及为什么从未公开过交易者的身份。
这些理论包括的其它争论还有：从外国机构收到的警告是否具体到足以采取预防行动，有关基地组织策划袭击的国内情报是否充分到足以进行强制干预，被控的劫机者在袭击发生前所受监视的程度，以及摩萨德或巴基斯坦三军情报局是否意识到袭击即将发生。

## 飞机撞大楼
袭击事件发生后，乔治·沃克·布什总统立即表示：“至少我们政府中没有人能想到用飞机撞大楼，我认为上一届政府也想不到。”总统国家安全事务助理康多莉扎·赖斯称：“没有人能够预料到他们会尝试用飞机撞大楼（将飞机当作导弹使用）。”一位空军将军称这次袭击是“我们以前从未见过、从未想过的事情”。袭击发生几天后，FBI局长罗伯特·穆勒宣布：“据我所知，整个国家没有任何预警能表明存在此类行动。”然而穆勒指出，明尼阿波利斯一名FBI特工表示，扎卡里亚斯·穆萨维可能是那种可以将某些东西飞入世贸中心的人。穆勒表示，应该更积极地追踪这一警告。
一些主流媒体报道与这些说法相矛盾，声称FBI、CIA和行政部门早在1995年波金卡计划挫败后就知道飞机撞大楼（将飞机当作导弹使用）这种威胁。2002年9月，即九一一袭击一年后，《芝加哥太阳报》报道称：
FBI事先得到了消息，表明有人计划劫持美国客机并将其用作武器，但既没有采取行动，也没有将情报分享给当地警察机构。自九一一袭击发生以来，所有联邦高级官员都坚称恐怖分子的行动方式令他们感到惊讶。许多人仍然坚持这种说法。事实上，FBI早在1995年就知道自杀式劫持计划的细节，如果结合当前信息，可能会揭露这一阴谋。
五角大楼大规模伤亡演习（Pentagon Mass Casualty project，代号Pentagon Mascal）是2000年10月24日至26日在美国国防部部长办公室会议室举行的应急演习。此次演习要求应急响应小组、国防保护部门成员和美国政府官员进行紧急状态模拟，“为可能发生飞机撞入五角大楼的情况而做准备”。
《恐怖时间线》一书中收录了许多文章，这些文章经常被引用来暗示美国官员知道驾驶飞机撞击大楼的方式：
- 1994年，发生了三起故意将飞机撞向大楼的未遂事件，其中一起是单独一名飞行员将一架小型飞机撞向了白宫草坪。[7]
- 波金卡计划是基地组织策划的一次大规模恐怖袭击，计划于1995年1月炸毁11架从亚洲飞往美国的民航飞机，但被挫败了。
- 美国联邦航空局（FAA）2000年版的《反航空犯罪行为年度报告》称，尽管奥萨马·本·拉登“没有攻击过民航，但他有动机和资金这样做。”并补充道：“本·拉登的反西方和反美态度，使他及其追随者对民航，尤其是美国民航构成了重大威胁。”
- 2001年4月，北美空防司令部进行了一场战争游戏，游戏中设想五角大楼将失去行动能力；北美空防司令部的一名规划者提议模拟一架被劫持的外国商业客机撞向五角大楼，但参谋长联席会议拒绝了这种场景，因为“太不现实”。[8]
- 2001年7月，在热那亚举行的八国集团峰会上，安装了防空导弹发射装置。因为据报恐怖分子将尝试将一架飞机坠入会场，以杀死乔治·布什和其他世界领导人。[9][10]
- 2001年9月11日上午，负责操作美国侦察卫星的美国国家侦察局安排了一次模拟飞机撞入其大楼的演习，该楼距华盛顿杜勒斯国际机场4英里（6）。[11]

2004年《今日美国》的一篇文章《北美空防司令部进行了将喷气机当作武器的演习》（NORAD had drills of jets as weapons），描述了北美空防司令部在九一一之前的演习，表明他们已经为发生九一一这样的袭击做好了准备：
在九一一袭击发生前的两年里，北美空防司令部曾进行过演习，演习所模拟的事件在白宫当时看来难以想象：劫持客机当作武器撞击目标，造成大规模伤亡。假想目标之一就是世贸中心。在另一场演习中，战斗机模拟在大西洋上空击落了一架据称装载有化学毒药、飞往美国境内目标的喷气式飞机。第三种情况是，目标为五角大楼——但国防部官员表示该演习不切实际，因此没有进行。
北美空防司令部知道恐怖分子劫持美国境内商业客机来撞击大楼的威胁。但九一一委员会断然否认了这一说法，在其报告中多次声称“恐怖分子劫持美国境内的商业客机，并将其当作导弹使用，这种威胁在九一一事件之前并未得到北美空防司令部的承认。”
2001年的九一一事件发生在当年的“全球卫士”和“警惕卫士”（Vigilant Guardian）联合演习期间。根据《九一一委员会报告》，当年警惕卫士“假设前苏联对北美发动了一次轰炸袭击”。与九一一委员会报告相反，迈克尔·鲁珀特将“警惕卫士”描述为“一次劫机演习，而非冷战演习”。他直接引用了参与者的话说：“演习涉及的是被劫持的客机，而不是俄罗斯轰炸机。”将军阿诺德（Arnold）、技术中士W·鲍威尔（W. Powel）和中校德韦恩·德斯金斯（Dwane Deskins）均表示，最初得知客机被劫持的消息时，他们都以为这是“演习的一部分”。
2002年联合调查证实，情报界在七年内收到至少十二份报告，暗示恐怖分子可能把飞机当作武器。在对每一份报告进行简要讨论后，调查指出：“CIA向FBI和负责预防行动的机构分发了其中几份报告。其中包括FAA……尽管有这些报告，但情报界并未对恐怖分子把飞机当作武器使用的可能性做出任何评估，而美国政策制定者显然仍未意识到这种潜在威胁。”:209、212前国家安全事物助理山迪·柏格在联合调查中作证说：
我们听说过把飞机当作武器的想法，但我不记得有人向我提供过有关此类袭击的任何具体威胁信息，或有人强调过这种威胁，或者有人表明这种威胁比其它任何威胁都更有可能发生。:212
到2001年9月，五角大楼改造计划已经完成了防爆窗和墙体加固系统部分，大大降低了国防部总部“遭受恐怖袭击爆炸破坏”的可能性。

## 内幕交易
《泰晤士报》2001年9月18日报道称，英国、意大利、德国、日本、瑞士、法国和美国正在对袭击前大量抛售保险公司和航空公司股票的行为展开调查。随后几周的新闻媒体报道，美国联合航空和美国航空出现了显著的期权交易，同样，摩根士丹利和其它公司的市场活动也出现了类似的现象。2006年《芝加哥大学商业杂志》上发表的一篇文章，提供了九一一事件前几天，看跌期权市场异常活动的统计证据：
对九一一事件之前的期权交易进行审查后发现，看跌期权的买入量异常地高。这一发现与袭击前知情投资者交易期权的情况一致。
九一一家庭指导委员会的明迪·克莱因伯格，在2003年向九一一委员会发表的声明中表示：
此前，芝加哥交易所从未有过如此大规模的联合航空和美国航空期权交易。这些投资者在九一一袭击后净赚至少5百万美元。有趣的是，这些投资者的名字仍未被披露，而芝加哥交易所账户中的这5百万美元仍无人认领。
《九一一委员会报告》的结论是：“美国证券交易委员会、FBI和其它机构的详尽调查，没有发现任何证据能表明，有任何人因事先知晓袭击事件而通过证券交易获利。”:172该报告还进一步指出：
九一一事件前内幕交易的广泛传闻通常基于9月11日前异常交易活动的报道，而这些作为交易对象的公司，其股票在袭击后都出现了暴跌。确实发生了一些异常交易，但这些交易的每一笔，都有正常的解释。例如，联合航空母公司看跌期权（这种投资仅当股价下跌时才有回报）的交易量在9月6日出现激增，而美国航空的则在9月10日出现激增，表面上看这种交易非常可疑。然而，进一步调查显示，这些交易与九一一无关。一家与基地组织没有任何关系的美国投资机构，在9月6日购买了95%的美联航看跌期权。但这只是一项交易策略的一部分，这项策略还包括在9月10日买入115,000股美国的股票。9月10日的美国股票还发生了许多同样看似可疑的交易，它们都可以追溯到一份特定的关于美国期权交易的时事通讯。该通讯于9月9日星期日传真给其订阅者，向他们推荐这些交易。这些例子代表了调查所检验的证据。美国证券交易委员会和FBI在其它机构和证券行业的帮助下，投入了大量资源来调查这一问题，包括确保许多外国政府的合作。这些调查人员发现，这些看似可疑的事件全都是无辜的。:499

### 世贸中心硬盘恢复操作
2001年12月到次年初，媒体广泛报道，德国数据检索公司Convar利用激光扫描技术，努力为从世贸中心拯救出来的受损硬盘重建数据。当时正在调查，在两架被劫持飞机撞向纽约世贸中心之前，金融交易激增的情况，而这正是调查的一部分。该公司CEO彼得·亨舍尔（Peter Henschel）指出，该调查的多家美国客户与FBI有合作关系，他怀疑犯罪分子利用有关袭击的内部消息，在混乱期间进行及授权金融交易。根据Convar的数据检索专家理查德·瓦格纳（Richard Wagner）的说法，犯罪分子可能进行了超过1亿美元的交易，并希望这些交易的踪迹会随着世贸中心主计算机的毁坏而消失。据德国电视二台新闻节目《今日日报》报道，截至2002年3月，Convar已经恢复了世贸中心的数百个硬盘。
然而，九一一委员会在2003年10月18日的题为“FBI交易简报”（FBI Briefing on Trading）的备忘录中表示，当被问及媒体对硬盘恢复工作的报道时，“所有（FBI）特工都表示对所报道的硬盘恢复工作一无所知”，并进一步指出，一名纽约特工辩称：“硬盘能保存下来，里面的数据还能恢复，这没什么可能。”

### 后续研究
一些金融研究人员的论文也表明，有些人因为对九一一事件的预知而从中受益了。2006年，伊利诺伊大学金融学教授艾伦·波特什曼（Allen Poteshman）发表了一份对袭击前航空公司股票期权交易的分析报告。这项研究由芝加哥大学出版社发表，并经过同行评议，它得出的结论是：看跌期权多头交易量的指标“异常高，符合袭击前知情投资者在期权市场进行交易的情况”。2010年1月，一个瑞士金融专家团队公布了至少13笔知情交易的证据，这些投资者显然预知了袭击的发生。最后，在2010年4月，一个国际专家团队发现，在九一一袭击前夕，期权市场的交易量出现了显著的异常增长。相比之下，这种交易量的异常，在袭击发生前很长一段时间内都没有出现过。因此他们得出结论，这些发现“符合内部人士对九一一袭击的预期”。

## 情报中的警告
《九一一委员会报告》指出：“九一一袭击令人震惊，但并不令人意外。伊斯兰极端分子已经多次警告说，他们打算不分青红皂白地屠戮美国人。”:2报告继续说道：
2001年春夏间，美国情报机构收到了一系列警告，称基地组织计划发动袭击，一份报告称这是“非常、非常、非常大的事情”。中情局局长乔治·特尼特告诉我们：“系统亮起了红灯。”:6
美国政府、CIA和FBI此前多次收到外国政府和情报机构的警告，其中包括法国、德国、英国、以色列、约旦、阿富汗、埃及、摩洛哥和俄罗斯。这些警告详细程度各异，但都表示，他们认为基地组织将在美国境内发动袭击，且已迫在眉睫。英国国会议员迈克尔·米切尔提到了这些警告，他认为其中一些肯定是被故意忽视的。其中一些警告包括：
- 2001年3月：根据对米兰一个基地组织小组的窃听记录，意大利情报部门警告称，基地组织正在策划利用飞机对美国实施大规模袭击。[32][33]
- 2001年7月：约旦情报部门告诉美国官员，基地组织正计划袭击美国本土；埃及情报部门警告CIA，有20名基地组织圣战分子正在美国，其中4人正接受飞行训练。[34][35]
- 2001年7月26日：CBS新闻报道称，司法部长约翰·阿什克罗夫特因评估认为存在风险，已停止乘坐商业航班。[36]
- 2001年8月：以色列摩萨德向CIA提供了一份名单，上面是19名居住在美国的恐怖分子，并称他们似乎计划在不久的将来发动袭击。[37][38]
- 2001年8月：英国三次收到基地组织即将对美国发动袭击的警告，第三次警告中还提到多起劫机计划。据《星期日先驱报（英语：Sunday Herald）》报道，该报告不久后就转交给了布什总统。[39]
- 2001年9月：埃及情报部门警告美国官员，基地组织正准备针对美国目标实施重大行动，可能就在美国境内。[40]
- 2001年9月10日：美国将军警告，9月11日早上不要坐飞机（not to fly）。[41]

### 危险边缘
一项专门针对基地组织的机密军事情报项目在1999年10月成立，名为“危险边缘”（Able Danger）。安东尼·谢弗中校和宾夕法尼亚州众议员科特·韦尔登向参议院司法委员会指控，在九一一之前，“危险边缘”就已锁定了穆罕默德·阿塔及其他三名劫机者的身份。
2005年6月19日，“危险边缘”的存在，及其对九一一恐怖分子的早期识别，首次被公开披露。2005年6月27日，韦尔登向众议院声明：
议长先生，我之所以站起来，是因为过去几个月来我注意到了一些非常令人不安的信息。我了解到，事实上，我们的一个联邦机构，事实上，在九一一之前就已经锁定了穆罕默德·阿塔在纽约的主要团伙；我还了解到，议长先生，2000年9月，该联邦机构实际上准备让FBI介入，并准备与FBI合作捣毁该团伙，穆罕默德·阿塔参与了在纽约市的这个团伙，还有另外两名恐怖分子。我还了解到，议长先生，当该联邦机构内部讨论该建议时，政府的律师当时表示，你不能联系FBI一起对付该团伙。穆罕默德·阿塔在美国，并持有绿卡，我们担心造成韦科惨案的后果。因此我们不允许该联邦机构继续行动。
九一一委员会报告中没有提及“危险边缘”。蒂姆·罗默和约翰·莱曼两名九一一委员会成员，均声称未收到有关“危险边缘”的任何信息。韦尔登声称，有关“危险边缘”的情报已提交给九一一委员会，但被忽视了。
2005年8月，在全国媒体报道了韦尔登的言论之后，九一一委员会前主席托马斯·基恩和副主席李·汉密尔顿发表声明，表示委员会知道“危险边缘”计划，并从国防部取得了有关信息，但提供的所有信息均未表明该计划已锁定阿塔或其他九一一劫机者。
科特·韦尔登对此声明作出回应，澄清了“危险边缘”的任务，表达了对九一一委员会成员言论的关注，并承诺将继续推进工作，直到弄清楚为止——由“危险边缘”发现的信息，为何国防部未能转交给FBI？九一一委员会收到“危险边缘”的信息后，为何没有跟进？

## 对基地组织的调查
2002年，FBI特工科琳·罗利给局长罗伯特·穆勒写信，讲述了她在袭击前与明尼阿波利斯FBI特工们合作追踪恐怖分子嫌疑人扎卡里亚斯·穆萨维的经历。她讲述了在华盛顿特区的FBI总部人员如何处理不当，未能对明尼阿波利斯外地办事处（Minneapolis Field Office）提供的信息采取行动，也未能在有正当理由的情况下签发对穆萨维电脑的搜查令。参议员查克·格拉斯利后来写道：“如果顺利申请到外国情报监视法搜查令，特工们就会在穆萨维的私人物品中找到有用的信息，能表明他……与劫机阴谋的一名主要资助者之间的联系。”罗利被认为是一位吹哨人，并与他人一起被评为2002年“时代年度风云人物”。
5月份，罗利向参议院和九一一委员会作证，谈到FBI在九一一之前的过失，是因其内部组织和对袭击相关的信息处理不当而产生的。穆勒和格拉斯利推动并实现了重大重组，重点是在FBI建立新的情报办公室。
FBI特工兼基地组织专家约翰·P·奥尼尔在2000年发出警告，称基地组织会对美国构成威胁。他在2001年中退休，因为FBI官员屡次阻挠他对基地组织的调查。从FBI退休后，世贸中心聘请他担任了安全主管。他于2001年8月23日开始工作；九一一救援人员在南塔废墟的楼梯间找到了他的尸体。
FBI特工小罗伯特·赖特指责该机构于1998年终止了他对芝加哥和堪萨斯城疑似恐怖分子训练营的调查，并称他们“未能认真对待美国的恐怖主义威胁”。
据《迈阿密先锋报》报道，参议员鲍勃·格雷厄姆表示：“2001年九一一的两名劫机者在美国有一个支持网络，其中包括沙特政府的特工，而布什政府和FBI阻止了国会对这一关系的调查。”格雷厄姆曾于2001年6月至伊拉克战争前夕，担任参议院情报委员会主席。他在其著作《情报很重要》（Intelligence Matters）中明确指出，在国会调查的最终报告中，有27页涉及了有关沙特阿拉伯财政支持的一些细节，即使参众两院情报委员会中的两党领导人一再恳求，政府仍然拒绝公开这27页。2012年3月，在九一一遇难者家属提起的诉讼中，格雷厄姆和另一位前美国参议员鲍勃·克里在宣誓书中表示，他们确信沙特政府与袭击事件有直接联系。
也有指控称，劫机者的准备工作可能得到了美国情报部门的协助。据CBS新闻报道：“2000年住在圣迭戈的两名九一一劫机者，从一名据称是FBI卧底线人的男子那里租了一间房……该线人与他们一同祈祷，甚至帮助其中一人开设了银行账户。”有人对快速确认劫机者身份提出了质疑，因此有人猜测FBI事先已经知道了劫机者的名字。理查德·A·克拉克在其《对抗所有敌人》（Against All Enemies）一书中说，9月11日上午9:59，即世贸中心2号楼倒塌的时候，也就是在美国防空司令部得知93号航班被劫持之前8分钟，FBI就已经拿到了19名劫机嫌犯的名单。一位前高级情报官员说：“不管留下了什么痕迹，都是故意留下的——以便FBI追踪。”

## 外国政府的预知
有人认为一些外国政府和情报机构可能已经预知了此次袭击。

### 伊朗
FBI的翻译西贝尔·埃德蒙兹从另一名翻译处获悉，FBI在2001年4月从一名可靠的伊朗情报人员处获得情报，称奥萨马·本·拉登正计划用飞机袭击四五个城市，而且部分策划者已经进入该国，以及袭击将在几个月内发生。这名翻译描述了采访时特工的反应，他们认为警告不够具体，因而无法采取行动。
2004年，九一一委员会“未发现有任何证据能表明，伊朗或真主党知道后来九一一袭击的计划。”但就在报告发布前，委员会收到了证据，这导致该报告添加了一段话，称需要进一步调查。
2010年12月22日，在一次公开的法庭听证会上，一名美国联邦法官签署了一项缺席审判书，判定伊朗、塔利班和基地组织应当负责。在听证会上，原告律师提供了证据，称这些证据表明伊朗协助了劫机者。某些九一一委员会成员及证人也在听证会上作证，他们自称是伊朗叛逃者，来自伊朗情报与国家安全部及伊斯兰革命卫队。菲奥娜·哈夫利什（Fiona Havlish）的丈夫在北塔丧生，她于2001年对本·拉登等人提起诉讼。阿布加西姆·梅斯巴希（Abolghasem Mesbahi）自称是前伊朗情报部特工，负责伊朗在西欧的间谍活动。他作证说，他是专门设计对美国发动非常规战争的应急计划工作组成员，该计划的代号为“火焰撒旦”（Shaitan dar Atash），计划包括劫持客机撞击世贸中心、五角大楼和白宫；2001年夏天，他收到了三条加密消息，要求他启动该计划。他提交了一份伊朗政府的备忘录作为证据，证明伊朗宗教领袖哈梅内伊事先知道袭击事件。裁决公布几天后，伊朗外交部发言人表示，有关伊朗“参与策划袭击以及一名基地组织成员在伊朗境内的指控毫无根据”，并表示“美国为实现其政治目的而一再重复此类指控，正将世界和平与安全置于危险之中”。
2012年2月，奥巴马总统的国家情报总监詹姆斯·克拉珀在美国参议院军事委员会作证时表示，“伊朗窝藏了基地组织的头目和协助者”，并且他们一直“处于软禁状态。（伊朗统治者）与基地组织达成了这种持续性安排，允许（基地组织）存在（于伊朗境内），但不允许直接从伊朗发起任何行动，因为他们非常敏感，担心‘嘿，我们可能也会在那里追捕他们。’……因此，存在这种长期的，我管它叫，强迫婚姻，或者权宜婚姻。”

### 以色列
据报道，2001年8月，以色列摩萨德通知联邦调查局（FBI）和中央情报局（CIA），多达200名恐怖分子正潜入美国，并计划“对美国发动大规模袭击”。据称，以色列情报机构警告FBI，他们已经发现，有迹象表明美国境内存在“大规模目标”，美国人将“极易受到攻击”。
2001年9月，《纽约时报》和以色列《国土报》报道称，袭击发生四小时后，FBI以“行为令人费解”为由逮捕了五名以色列人，他们当时正在一栋公寓楼的停车场里，从一辆白色厢货的车顶拍摄冒烟的天际线。他们被控非法居留在美国，以及未经许可在美国工作。据称，在第一座塔楼被摧毁后，这些以色列人把车停在停车场，拍摄了这场灾难余下的场景，视频中传出了“喜悦和嘲笑”的叫喊声。警方找到了这辆厢货，搜查发现了隐藏的4,700美元现金、几本外国护照和一把美工刀，这引起了怀疑，警方因此拘留了车内人员。这些人被拘留了超过2个月，在此期间，他们接受了审讯和测谎仪测试，之后被遣返回以色列；其中一名男子（保罗·库兹伯格，Paul Kurzberg）持续10周拒绝接受测试，其后未能通过测试。
这五名男子在城市搬家系统公司（Urban Moving Systems Inc）工作，该公司的老板是多米尼克·苏特（Dominik Suter）。这些人被捕后，FBI搜查了他们的办公室并询问了苏特，然而苏特在接受进一步询问之前逃往了以色列。最终，苏特的名字与九一一劫机者和其他极端分子嫌疑人一起，出现在了2002年5月的FBI嫌疑人名单上。
据前CIA反恐行动负责人文森特·坎尼斯特拉罗称，有人猜测“城市搬家系统”可能是情报机构的幌子，负责调查向哈马斯和杰哈德输送资金的筹款网络。2002年3月15日，《前进报》称FBI已得出结论，厢货司机保罗·库兹伯格（Paul Kurzberg）及其兄弟西万（Sivan）确实是摩萨德特工，他们在美国“监视当地阿拉伯人”。ABC新闻于2002年6月21日引用了该报告，并补充说，FBI也得出结论，这五名以色列人对袭击事件一无所知。
2001年3月，美国国家反间谍与安全中心发出警告称，有自称“以色列艺术生”的人试图绕过安检进入联邦大楼，甚至进入联邦高级官员的私人住宅。法国情报机构后来指出：“按照FBI的说法，2000年12月至2001年4月间，阿拉伯恐怖分子和疑似恐怖团伙居住在亚利桑那州的凤凰城，以及佛罗里达州的迈阿密和好莱坞，与以色列间谍小组的位置非常接近。”报告称，摩萨德特工正在监视九一一劫机团伙的两名头目穆罕默德·阿塔和马尔万·谢希。2002年，几名官员否认了间谍网的有关报道，并表示这些指控是由一名美国缉毒局特工捏造的，该特工对此表示愤怒。
伊朗总统马哈茂德·艾哈迈迪内贾德在2010年8月的一次演讲中表示，在袭击丧生的人中并没有“犹太复国主义者”，他说是因为，“有人提前一天告知他们不要去上班。”他还评论说：“九一一到底是怎么回事？五六天内，在媒体的帮助下，他们制造并准备了舆论，让每个人都认为应当进攻阿富汗和伊拉克。”这些阴谋论声称“有人警告犹太人，那天不要去上班”，但事实是，在袭击中也有几百犹太人丧生，丧生人数估计在270至400人之间，同时也有少数以色列人在袭击中丧生。

### 法国
2007年12月5日，法国当局对《世界报》记者纪尧姆·达斯奎提出初步指控，指控其泄露与九一一劫机事件有关的国家机密。达斯奎曾于4月16日在《世界报》发表了题为《九一一：法国人早就知道》（September 11: the French had long known）的文章称，法国对外安全总局（DGSE）早在九一一事件发生前8个月就警告美国，基地组织可能正在策划一起恐怖阴谋，要劫持飞机并撞向大楼。该文章摘录了DGSE一份关于基地组织活动的328页机密报告，其中包括地图、分析、图表和卫星照片。

### 阿富汗
据报道，塔利班温和派已提前向美国发出了袭击警告。据BBC报道，塔利班外交部长在收到乌兹别克斯坦伊斯兰运动领导人托希尔·尤尔多什的密报后，提前向美国发出了袭击警告。塔利班允许乌兹别克斯坦伊斯兰运动，与基地组织一样，在阿富汗设立训练营。据报道，托希尔·尤尔多什担心，如果在发动袭击之前不阻止基地组织，美国将对整个阿富汗实施报复，这将对他们的事业产生负面影响。事实证明，他的担忧是正确的。

## 向个人发出的潜在警告
- 常被引用的一条消息是，旧金山市长威利·刘易斯·布朗（英语：Willie Brown (politician)）在9月10日晚收到警告后，取消了9月11日的飞行计划，他说警告来自于其机场安保人员。[86]实际上，是布朗先给其在机场的安保人员打电话的，让他们检查其次日早上将要搭乘的飞机，然后他们就警告他要小心飞行。布朗说，“当我应当小心的时候，他们总是提醒我”，但他还是决定按计划飞。2006年9月，威利·布朗回应这些不断升级的阴谋论谣言，称其为“持续的神话”。
- Odigo Messenger（英语：Odigo Messenger）报告称，在以色列赫兹利亚皮图阿（英语：Herzliya Pituah）的Odigo办公室工作的两名员工，[87]在袭击当天收到了一条带贬义的英文即时消息，该消息警告他们将发生恐怖袭击，但并不明确。起初他们并未向公司汇报此事，直到他们在新闻中听到美国发生恐怖袭击的报道后，他们才报告了公司管理层，公司管理层追踪了该IP，并联系了FBI。[88]不过，威胁信息中并未提及袭击的地点。信息的结尾是反犹太主义的辱骂性言论。Odigo的销售与市场副总裁亚历克斯·迪亚曼迪斯（Alex Diamandis）后来表示，该消息并未指明该事件与美国或世贸中心有关，“这很可能只是巧合”。[89][90]
- 据《纽约时报》报道，兆华斯坦地产原计划于9月11日，在双塔其中一座的88层举行会议，“讨论发生恐怖袭击时该如何应对”。但9月10日晚该会议被取消，“因为一名与会者无法出席”。[91]
- 苏珊·林道尔（英语：Susan Lindauer）断定，她和其他的情报部门同事在2001年4月就已经知道了该袭击事件，并且在2001年8月理查德·富伊兹（英语：Richard Fuisz）曾建议不要前往纽约。[92]
- 安大略省多伦多约克大学的计算机科学教授帕克·戈弗雷（Parke Godfrey），在美国诉苏珊·林道尔案（United States v. Susan Lindauer）中作证称，林道尔曾多次警告他，曼哈顿南部将遭受“大规模”袭击，袭击将涉及飞机，甚至可能涉及热核武器。[93]

## 其它相关事件
2001年9月6日，在布鲁克林本森赫斯特的新乌得勒支高中，英语老师安托瓦内特·迪洛伦佐（Antoinette DiLorenzo）听到其巴基斯坦移民班一名新生说，世贸中心的两座塔楼“下周就不会立在那里了”。迪洛伦佐于9月13日报告了此事后，该学生和他的哥哥接受了FBI和本地警察的讯问。警方称，该学生承认说了这句话，但他们兄弟俩都说，他只是在开玩笑。
库尔特·索南菲尔德是联邦紧急事务管理署（FEMA）的前摄像师，他记录了世贸中心袭击事件的后续情况，他声称自己有录像带可以证明美国政府官员事先知道九一一袭击。索南菲尔德目前居住在阿根廷，丹佛警方正以谋杀妻子的罪名寻求引渡他。